# 周湞
周湞，字伯甯，一字子固，鄱陽人。明朝政治人物。
周湞迁居集庆路溧阳县。与襄阳杨士弘、江西万石等，以诗闻名。早年為“江西十才子”之一。“江西十才子”为周浈与李叔正、旷逵、万石、辛敬、杨士弘、彭镛、刘楚、王佑八人，另一人说法不一，有郑大同、刘永之、王沂、胡棣诸说。明朝建立后進入大理寺。洪武三年，官亦至刑部尚書，參與修訂大明律。